# Carlos César
Carlos Manuel Martins do Vale César est un homme politique portugais membre du Parti socialiste (PS), né le 30 octobre 1956 à Ponta Delgada, est un homme politique portugais membre du Parti socialiste (PS).
Il est président du gouvernement régional des Açores entre 1996 et 2012, président du PS depuis 2014 et président du groupe parlementaire socialiste de 2015 à 2019.

## Biographie

### Formation
En 1975, il s'inscrit à l'université de Lisbonne pour étudier le droit. Il ne terminera pas son cursus, mais participera à la direction de l'Association académique de la faculté de droit de Lisbonne (AAFDL).

### Débuts en politique
Comptant parmi les fondateurs de la Jeunesse socialiste (JS) dans les Açores à la suite de la révolution des Œillets, il est nommé adjoint du secrétaire d'État à l'Administration publique du IIe gouvernement constitutionnel, en 1978. En 1980, il est élu député à l'Assemblée législative régionale des Açores (ALRA).

### Ascension
Il occupe notamment la présidence de la commission des Affaires économiques, puis une vice-présidence de l'ALRA. Il est président du PS des Açores entre 1983 et 1985. Lors des élections législatives anticipées du 19 juillet 1987, il est élu député à l'Assemblée de la République.
Il y siège seulement deux ans. En effet, il postule aux élections locales de 1989 à l'assemblée municipale de Ponta Delgada, où il est élu. Il prend même la présidence de la junte de freguesia de Fajã de Baixo. En 1994, il retrouve la direction régionale du Parti socialiste.

### Président du gouvernement des Açores
Pour les élections régionales du 13 octobre 1996, il mène la campagne socialiste. Avec 51 906 voix dans l'archipel et une victoire dans quatre des neuf îles, il totalise 45,8 % des suffrages exprimés et 24 députés sur 52. Le 9 novembre, Carlos César est nommé président du gouvernement régional, après vingt années de domination du PPD/PSD.
Aux élections du 15 octobre 2000, le PS engrange 49 438 suffrages, mais la baisse de participation lui permet d'atteindre 49,2 % des voix et 30 députés sur 52 à l'ALRA.
Le scrutin du 17 octobre 2004 confirme cette domination, puisque les socialistes comptent 60 140 voix, soit 57 % des exprimés et 31 députés, dépassant ainsi le record en sièges établi par Mota Amaral en 1984. Au cours des élections du 19 octobre 2008, le PS régresse fortement avec 44 940 suffrages, ce qui correspond tout de même à 49,9 % des voix et 30 députés sur 57.

### Carrière nationale
Il ne se représenté pas aux élections du 14 octobre 2012, qui voient la victoire du socialiste Vasco Cordeiro avec 49 % des exprimés et 31 députés.
Le 29 novembre 2014, sur proposition du secrétaire général António Costa, Carlos César est élu président du Parti socialiste lors du XXe congrès national, organisé à Lisbonne. Il reçoit 985 votes favorables sur 1 001 votants.
Pour les élections législatives du 4 octobre 2015, il postule à l'Assemblée de la République dans la circonscription des Açores et fait ainsi son retour au Parlement après vingt-six ans d'absence. Le 28 octobre, cinq jours après l'ouverture de la législature, il est élu président du groupe parlementaire socialiste par 71 voix sur un total de 85.